# Ewald Jauch
Ewald Jauch (* 23. April 1902 in Schwenningen; † 11. Oktober 1946 in Hameln) war ein deutscher SS-Oberscharführer im KZ Neuengamme und Lagerführer im Neuengammer Außenlager am Bullenhuser Damm sowie Schandelah.

## Leben
Jauch trat zum 1. Februar 1932 der NSDAP (Mitgliedsnummer 884.476) und 1934 der SS bei, war ab 1940 Mitglied der SS-Lagermannschaft des KZ Neuengamme und dort 1944 zeitweise Rapportführer im Stammlager. Von Mai 1944 bis August 1944 war Jauch Kommandoführer im Außenlager Schandelah. Ab November 1944 fungierte Jauch als Kommandoführer im Außenlager Bullenhuser Damm, sein Stellvertreter war Johann Frahm. Das Außenlager, ein ehemaliges Schulgebäude am Bullenhuser Damm 92–94, wurde bis zum 20. April 1945 geräumt. In der Nacht zum 21. April 1945 wurden 20 jüdische Kinder, die der Arzt Kurt Heißmeyer aus Auschwitz angefordert hatte, um im KZ Neuengamme an ihnen mit TBC-Erregern zu experimentieren, samt ihren Pflegern zur Verwischung des Verbrechens zusammen mit sowjetischen Kriegsgefangenen erhängt. Jauch war an den Erhängungen beteiligt.
Ende April 1945 setzte sich Jauch aus Hamburg ab und flüchtete in sein Elternhaus nach Schwenningen. Kurz nach Ende des Zweiten Weltkrieges wurde Jauch in Schwenningen festgenommen und im Internierungslager Eselheide bei Paderborn interniert. Im Juli 1946 wurde er im Curiohaus bei einem der Folgeprozesse des Neuengamme-Hauptprozesses wegen der Kindermorde am Bullenhuser Damm angeklagt. Jauch wurde zum Tode durch den Strang verurteilt und am 11. Oktober 1946 mit Frahm im Zuchthaus Hameln hingerichtet.